# BIG&MEE
BIG＆MEE(ビッグミー)は、日本のDr & DJのユニットである。
色んな音源をDJ MEEが独自にミックスしペギがそれに生ドラムを合わせていくスタイル。
土地、国、イベントに順応し、その日限りのスペシャルなライブを目指すユニットである。

## メンバー
- ペギ ( Dr ) (グッドモーニングアメリカ)
- MEE ( DJ )

## 経歴
ある日、アメリカ、テネシー州のどこにでもあるような平凡な家庭に元気な子供が産まれた。一族待望の子供だっただけに両親、祖父母から多大なる愛情を受けその子供はすくすくと育った。
メンタリストであり音楽家の祖母が得意の手芸でたくさんの着せ替えトイドールをその子にプレゼントするようになり、音楽的なトイドール、子供用に活発なトイドール、お淑やかなトイドールとたくさんある中にトイドールMEEはいた。
音楽家の祖母の影響で日常的に音楽を聴く事が多く、ライブにもよく連れて行ってもらっていた。
中でも祖母が大好きだったアレサフランクリンのライブにはトイドールMEEもよく一緒に連れて行ってもらっていて、しだいに心を通わすようになりトイドールMEEとその子はどこに行くのも音楽を聴く時もいつも一緒だった。
Mobb DeepのProdigyの生き方に多大な影響を受けたその子はMEEにバンダナの巻き方を教えてくれ、頭に巻いてくれた。
音楽家となった主は数々のアーティストとセッションを繰り返し、独自の音楽スタイルを確立していったが、その傍らにMEEの姿はもうなかった。
更なる音楽スタイルを追求するためテネシー州を出る事に決めた主は、クローゼットの奥に置いてあったMEEを処分する事にした。
2018年4月オースティンであったFooFightersのライブを見に来ていたペギが偶然立ち寄ったナッシュビルでMEEを拾う。
その時、頭に巻いていたバンダナは解けて首のところまで下がってきていた。
DJとして活動していたMEEは音楽を通して主と再会するためにセッションを繰り広げていたところだった、更に活動の幅を広げるためにドラマーであるペギとBIG&MEEを結成する事になった。
主が巻いてくれたトレードマークのバンダナを大切に解かずに巻いているMEE、ペギにProdigyの巻き方で巻き、今は絆のバンダナとなっている。
主は世界のどこかにいる、BIG&MEEの旅が始まった。
MEEの顔にある3つ星のタトゥーは母国テネシー州旗の星を表している。
ユニット名のBIG&MEEは、FooFightersの曲のBIG MEから、MEEの名前を入れて、 BIG&MEEになる。

## 主なライブ

### ワンマンライブ
- 2018年10月20日 - 東京 渋谷 DESEO mini